# Datura (groupe)
Pour les articles homonymes, voir Datura (homonymie).
Ne doit pas être confondu avec Daturah.
Datura est un groupe italien de musique électronique. Formé en 1991, le groupe se composait à l'origine de deux DJ, Ricci et Cirillo, et de deux musiciens, Ciro Pagano (ex-guitariste de Gaznevada) et Stefano Mazzavillani (ancien arrangeur de certaines chansons de Patty Pravo, Ivan Cattaneo et Righeira) ; à l'occasion, divers chanteurs étaient invités. 

## Origine du nom
Le nom du groupe provient de Datura, un genre de plante médicinale qui, dans le nord du Mexique, est utilisée par les sorciers Yaqui lors de certains rituels mystiques afin de se rapprocher de la connaissance. Les membres du groupe, qui ont toujours été fascinés par la spiritualité mystique, au point d'en faire un élément récurrent de leurs chansons, ont pris connaissance de cette plante en lisant les bandes dessinées de Carlos Castaneda et Tex Willer.

## Histoire

### Débuts et succès
Le projet Datura est né au CocoStudio de Bologne au printemps 1991. En octobre de la même année, le groupe sort son premier single Nu Style chez Irma Records, sur son propre label Trance Records, dans lequel la voix d'un sorcier annonce la musique mystique de Datura ; la chanson est très remarquée et entre dans tous les classements spécialisés. Le succès auprès du grand public arrive fin 1992 avec la chanson Yerba del Diablo, enregistrée l'année précédente, avec laquelle le groupe obtient son premier disque d'or avec plus de 100 000 exemplaires vendues. Sur la vague de ce succès, Datura entame une tournée des principales discothèques italiennes, mettant en place des sets riches en symbolisme et en références étendues au mysticisme, y compris la simulation d'une sorte de rite d'initiation avec l'utilisation d'encens et de peintures. Durant cette période, le groupe confie les parties vocales à la chanteuse Amparo Fidalgo qui, s'exprimant en espagnol, caractérise de nombreux succès du groupe par des messages introductifs simples.
En 1993, sort le single Devotion, qui se classe dans le top 10 des ventes en Italie et marque le début d'une collaboration fructueuse avec Billie Ray Martin, ancien chanteur d'Electribe 101. La même année sort l'album Eternity qui, outre Devotion, comprend d'autres chansons à succès comme Passion et Mystic Motion (cette dernière extraite et lancée en single en 1996 dans une version house) : surtout, la chanson titre, véritable tube de la saison hivernale 1993-1994. Début 1994, le groupe sort une version dance de Fade to Grey de Visage, avec la collaboration du chanteur original de la chanson Steve Strange ; sur le même vinyle sort en face B le titre El Sueño, qui devient rapidement un véritable hit dans les discothèques et un refrain dans les stades. La même année, The 7th Hallucination sort, et le groupe reçoit le prix du meilleur groupe de dance de l'année.
En 1995, Datura quitte son ancien label pour rejoindre Time Records ; sort Infinity, fruit d'une collaboration avec un autre groupe de dance, U.S.U.R.A., suivi du single Angeli Domini, chanté en latin par un chœur avec des références évidentes aux chants grégoriens. Début 1996 sort le single Mystic Motion chanté par Billie Ray Martin, qui se démarque des autres productions du groupe par sa sonorité essentiellement house. Toujours dans la veine des références mystico-religieuses, le groupe s'inspire en 1996 de la spiritualité bouddhiste pour le single Mantra, et de la spiritualité vaudou pour le titre Voo-Doo Believe ? en collaboration avec le chanteur Danny Losito de Double Dee. Cette dernière production entrera d'ailleurs dans les charts dance américains. Le succès se poursuit en 1997 avec The Sign et en 1998 avec I Will Pray. En 1999, sort le single I Love to Dance, chanté par Ben Volpeliere Pierrot, ancien chanteur de Curiosity Killed the Cat.

### Depuis les années 2000
En 2001, Yerba del Diablo Part III sort sur le label SAIFAM en collaboration avec DJ Gius (alias Technoboy). En 2002, Datura revient sur le devant de la scène avec la sortie du single Will Be One et, en 2004, sort la chanson Summer of Energy, en collaboration avec Gigi D'Agostino. En 2004, ils participent à la nouvelle édition de l'album de Jerry Mantron avec leur remix de Supersonic Band, qui sort également en single en trois versions différentes. Par la suite, ils se consacrent d'abord au remix de leurs morceaux historiques et, fin 2006, ils lancent leur nouveau projet, Pezzi da 90, visant à redécouvrir et à revaloriser le son dance des années 1990 ; dans le cadre de ce projet, ils produisent une compilation de tous les tubes dance de l'époque et, pour la première fois dans une discothèque, ils organisent une série de soirées sur le thème des années 1990 ; enfin, ils animent un programme télévisé sur le réseau satellite Enjoy Television, consacré précisément à la dance des années 1990.
En 2011, en collaboration avec des personnalités de la movida milanaise, ils créent le format We Love the 90s : une série d'événements avec sélection musicale, live et DJ sets, entièrement consacrés à la musique des années 1990. En 2012, Datura collabore avec le groupe de rap milanais Club Dogo sur le titre Erba del diavolo. Datura se produit le soir du Nouvel An 2020 sur la place de Forlì, en formation réduite.

## Discographie

### Albums studio
- 1993 : Eternity
- 1998 : Greatest Hits

### Singles
- 1991 : Nu Style
- 1992 : Yerba del Diablo (4e des charts italiens[5])
- 1993 : Devotion (7e des charts italiens[5])
- 1993 : Eternity (2e des charts italiens[5])
- 1994 : Fade to Grey (5e des charts italiens[5])
- 1994 : The 7th Hallucination (8e des charts italiens[5])
- 1994 : Live Remixes (7th Hallucination/El Sueño)
- 1995 : Infinity (2e des charts italiens[5])
- 1995 : Angeli Domini (5e des charts italiens[5])
- 1995 : Mystic Motion '95 (4e des charts italiens[5])
- 1996 : Mantra
- 1996 : Voo-Doo Believe? (3e des charts italiens[5])
- 1996 : From Here to Eternity
- 1997 : The Sign (2e des charts italiens[5])
- 1997 : Passion '97
- 1998 : I Will Pray
- 1999 : I Love to Dance
- 2001 : Yerba del Diablo Part III
- 2002 : Will Be One
- 2002 : El Sueño 2002
- 2004 : Summer of Energy
- 2005 : Nu Style Remixes
- 2005 : Infinity Remixes
- 2006 : Fade to Grey (vs. Cristian Marchi)

### Remixes
- 1991 : The End - Rebel Song?
- 1993 : Control Unit - Atchoo!!!
- 1993 : Molella - Confusion
- 1993 : Ivana Spagna - Why Me
- 1994 : C.S.I. - A tratti
- 1994 : Fiorello - Il cielo
- 1994 : Moratto - La Pastilla del Fuego
- 1994 : 883 - Nord sud ouest est
- 1995 : Scooter - Endless Summer
- 1997 : Franco Ricciardi - Cuore nero
- 1999 : Skiantos - Il sesso è peccato... farlo male
- 2002 : Altera - Sera di Pasqua
- 2003 : Unabomber - 6 Etero o 6 gay?
- 2004 : Jerry Mantron - Supersonic Band
- 2005 : Sweet Feet Music - I Was Made for Lovin' You
- 2006 : Prez - Le bambine fanno Ahh
- 2006 : New Killer Stars - Piccole cose che
- 2007 : Stefy NRG - It's a Fable
- 2010 : Molella vs. Deal - Shine
- 2010 : The Three Caballeros - Carnaval De Paris